# Tad Shull
Tad Shull, geboren als Thomas Barclay Shull jr. (Norwalk, 15 oktober 1955), is een Amerikaanse jazzmuzikant (saxofoon, fluit), arrangeur, componist en schrijver.

## Biografie
Tad Shull groeide op in Westport. Tijdens zijn schooltijd aan de Westport Public School begon hij saxofoon te spelen en trad hij op 13-jarige leeftijd op in een swingband en op 15-jarige leeftijd in blues- en rock-'n-roll-bands. In Westport studeerde hij in 1970/1971 jazzpiano en improvisatie bij John Mehegan, op 16-jarige leeftijd saxofoon en jazz-improvisatie bij David Liebman (1971-1973), op 18-jarige leeftijd improvisatie bij Richard Beirach (1973-1974). Daarna bezocht hij het New England Conservatory, waar hij werkte met Gunther Schuller en Jaki Byard. In 1978 ging Shull naar New York en werkte daar in swingclubs in Midtown, zoals de Jimmy Ryan's en Eddie Condon's. Shull ontmoette daarbij muzikanten als  Roy Eldridge, Jimmy Rowles, Eddie Locke en Bobby Pratt, die nog actief waren als swing- en mainstream jazz-veteranen. In 1981/82 speelde Shull in het Smithsonian Jazz Repertory Ensemble van Bob Wilber, van wie hij ook klarinet-onderricht kreeg. Kort daarna werd hij lid van het Widespread Depression Jazz Orchestra, waarmee hij eind jaren 1980 op talrijke tournees ging. Shull werkte tot 1997 met de formatie.
Vanaf 1990 begon Shull te spelen met eigen formaties, met de pianisten Mike LeDonne en Ray Gallon, de bassist Dennis Irwin en de drummer Kenny Washington. Bovendien speelde hij met Dizzy Gillespie, Milt Jackson, Joe Williams, Cab Calloway en Woody Herman. In 2002 werkte hij aan verschillende tribute-evenementen ter ere van Billy Strayhorn in het Lincoln Center en speelde hij minder bekende nummers van de componist. Tegenwoordig leidt hij een kwartet met Rob Schneiderman (piano), Paul Gill (bas) en Joe Strasser (drums).
Daarnaast onderging Shull een studie politieke wetenschappen aan de Columbia University. Sindsdien publiceerde hij over politiek, muziek en cultuur. Verder is hij werkzaam als marketingraadgever en ook in het Center for Jazz Studies van de Columbia University.
Shulls spel op de tenorsaxofoon combineert invloeden van Coleman Hawkins, Don Byas, Lucky Thompson, Eddie Lockjaw Davis, Johnny Griffin en Sonny Rollins.

## Discografie
Als leader
- 1990: Deep Passion (Criss Cross)
- 1993: In the Land of the Tenor (Criss Cross)
- 1993: Tenor Triangle
- 1993: Tell It Like It Is met Ralph Lalama en Eric Alexander
- 1994: Aztec Blues
- 1995: Two Tenor Ballads (met Mark Turner)

Als sideman
- 1983, 1985: Widespread Depression Jazz Orchestra: Swing is the Thing (1983), Paris Blues (1985)
- 1985: Jordan Sandke: Rhythm is Our Business

## Publicaties
- 1999: Redefining Red and Green: Ideology and Strategy in European Political Ecology. State University of New York Press, Albany, NY.
- 2003: When Backward Comes Out Ahead: Lucky Thompson's Phrasing and Improvisation. In: Annual Review of Jazz Studies